# Sixten Lundbohm
Yngve Sixten Vilhelm Lundbohm, född den 12 oktober 1895 i Rännelanda socken, Dalsland, död den 5 september 1982 i Stockholm, var en svensk målare och tecknare.

## Biografi
Lundbohm växte upp i Fritsla där hans far var Sixten Elis Augustin Lundbohm var landsfiskal och gift med Thekla Ferdinandia Lundbom. Han var från 1940 gift med Margit Elisabet Norberg, hans farbror var företagsledaren Hjalmar Lundbohm. Sixten Lundbohm tog studentexamen i Göteborg 1913, och studerade därefter konsthistoria vid Göteborgs högskola och tecknade samtidigt kroki på Valands aftonskola. Under våren 1914 gick han också på Valands målarskola med Axel Erdmann som lärare och började hösten samma år på Wilhelmsons målarskola i Stockholm där han studerade 1914–1915 och 1916–1917. Under 1918 vistades han i Köpenhamn där han studerade för Ernst Goldschmidt. Under hösten 1919 reste han tillsammans med Hugo Zuhr till Spanien där han stannade ett år. Han var elev till André Lhote i Paris 1920–1922. Från frankrike gick resan vidare till Italien där han tillsammans med Prins Eugen utförde landskapsskildringar. Han tilldelades Ester Lindahls stipendium 1937–1938.
Han debuterade med i utställning tillsammans med några konstnärskamrater i Borås 1919 och debuterade separat på Borås konsthall 1933 som följdes upp i samma lokal 1948 och 1953. I Stockholm ställde han ut på Färg och Form 1937 och 1940, på Konstnärshuset 1946, 1951 och 1956 samt i Örnsköldsvik och Kiruna. Tillsammans med Marika af Ekström ställde han ut på Göteborgs konsthall 1940 och tillsammans Sten Teodorsson i Linköping 1952. Han medverkade i ett flertal av Nordiska konstförbundets utställningar i Oslo, Trondheim, Stavanger, Bergen och Köpenhamn.
Under hela sin karriär gjorde Lundbohm ett stort antal målarresor i Europa främst till Frankrike och Spanien men även Norge och Danmark. Hans sydländska landskap och arkitekturmotiv har en sträng och monumental uppbyggnad, besläktad med Aguélis konst och influerad av kubismen. Med åren nådde han fram till en storslagen enkelhet och återhållsam, nästan asketisk kolorit.
Lundbohm var från 1953 facklärare i fri målning vid Konstfackskolan.
Vid sidan därav hade Lundbohm flera uppdrag och var ledamot av Eva Bonniernämnden 1946–1950, styrelseledamot i Konstnärernas Riksorganisation 1946–1953, ledamot av Statens konstråd 1952–1955, medlem av styrelsen för Liljevalchs konsthall och ledamot av Kungliga Akademin för de fria konsterna från 1951.
År 1960 tilldelades Lundbohm Prins Eugen-medaljen.
Lundbohms konst finns representerad på  Nationalmuseum och Moderna museet i Stockholm, Göteborgs konstmuseum, Postmuseum, Malmö museum, Sörmlands museum, Prins Eugens Waldemarsudde, Borås konstmuseum, Linköpings museum, Västerås konstmuseum.